# Diethylenglycolmonomethylether
Diethylenglycolmonomethylether (systematisch: 2-(2-Methoxyethoxy)ethanol) ist eine chemische Verbindung aus der Gruppe der Glycolether.

## Gewinnung und Darstellung
Diethylenglycolmonomethylether kann durch Reaktion von Methanol mit Ethylenoxid gewonnen werden.

## Eigenschaften
Diethylenglycolmonomethylether ist eine hygroskopische, schwer entzündliche, schwer flüchtige (d. h. hoch siedende) klare Flüssigkeit, die vollständig mischbar mit Wasser ist.

## Verwendung
Diethylenglycolmonomethylether wird als Frostschutzmittel Kerosin beigemischt, als Zusatz zu Einbrennlacken, zur Reinigung thermischer Solarsysteme und als Lösemittel für Druckpasten, Stempelfarben, Lederfarbstoffe und Kugelschreiberpasten verwendet.

## Sicherheitshinweise
Die Dämpfe von Diethylenglycolmonomethylether können mit Luft ein explosionsfähiges Gemisch (Flammpunkt 87 °C, Zündtemperatur 215 °C) bilden.